# Прантль, Карл
Карл Антон Ойген Прантль (нем. Karl Anton Eugen Prantl, 1849—1893) — немецкий ботаник и миколог.

## Биография
Карл Антон Ойген Прантль родился 10 сентября 1849 года в городе Мюнхене в семье Карла фон Прантля. Учился в родном городе. Работал совместно с Карлом Вильгельмом фон Негели и Юлиусом фон Саксом.
В 1877 году Прантль стал профессором Ашаффенбургского института, в 1889 году переехал в Университет Бреслау где стал директором ботанического сада.
Прантль изучал большей частью низшие растения — мхи, лишайники, грибы.

## Растения, названные в честь К. Прантля
- Astragalus prantlianus Freyn, 1893
- Celtis prantlii Priemer ex Engl., 1902
- Epilobium ×prantlii Dalla Torre & Sarnth., 1909
- Erigeron prantlii Dalla Torre, 1882 (=Erigeron alpinus)
- Hieracium germanicum subsp. prantlii Nägeli & Peter (=Pilosella fallacina)
- Ophioglossum prantlii C.Chr., 1906
- Trimorpha prantlii Dalla Torre & Sarnth., 1912
- Uragoga prantliana Kuntze, 1891 (=Psychotria recurva)